# Григоренко-Пригода Юрій Іванович
Григоренко-Пригода Юрій Іванович (нар. 28 вересня 1935, Харків — 8 жовтня 2002 там же) — Майстер спорту з альпінізму і туризму (1966), «Сніжний барс» (№ 285, 1986 г.), інструктор-методист 1-ї категорії. Альпінізмом почав займатися в 1956 р в альптаборі «Накра» (Сванетія). Школу інструкторів закінчив в 1960 р., працював інструктором в альптаборах і тренером на спортивних зборах. Здійснив понад 250 сходжень, з них понад 20 — першосходження 5- і 6-й к.с. (категорія складності). Двічі був чемпіоном Союзу: 1972 — Півд. Ушба (4710 м) південно-західне ребро, 6-та к.с.; 1973 — пік Шатер (5568 м) по північній стіні, 6-та к.с .; тричі — другим призером чемпіонатів Союзу. 9 разів піднімався на семитисячники Тянь-Шаню, Паміру (в тому числі пік Комунізму по південній стіні). У 1998 р здійснює сходження на Мак-Кінлі (6194 м).
Удостоєний почесного знака Держкомспорту України «першосходжувач», яким нагороджуються альпіністи-дослідники і першовідкривачі нових районів в гірських системах, які вчиняють видатні спортивні сходження, що прокладають нові маршрути.
Ю. І. Григоренко-Пригода — багаторазовий чемпіон України та призер першостей зі скелелазіння. Чемпіон України-2000 серед ветеранів-скелелазів старше 60 років. Влітку 2002 року двічі здійснив сходження на Ельбрус. Загинув через трагічну випадковість під час виконання робіт на промисловому об'єкті. Під час робіт на димарі, йому на голову впала цеглина, яка пролетіла, до попадання в Пригоду, приблизно 30 м. Юрій Іванович був у касці, але, на жаль, подивився вгору. Цегла ударила в лоб нижче каски. Важка відкрита ЧМТ — перелом основи черепа.
Найзначніші сходження здійснив у складі Харківської команди «Авангард», капітаном якої був з 1964 по 1997 рік:
- Мамісон-хох (1964);
- Башкара по «дзеркалах», 6 к.с., срібний призер чемпіонату України (1965);
- Мамісон-хох по «трикутнику», 6 к.с.;
- пік Щуровського, Зах. стіна — чемпіон ДТО «Авангард» (1968);
- Чатин, півн. стіна, по «ромбу», 6 к.с. (1969);
- Чанчахі-хох, півн. стіна, Центр. Баст., 6 к.с., срібний призер чемпіонату Союзу (1970);
- Ушба Півд. по Центру півн.-зах стіни, 6 к.с., чемпіон Союзу;
- пік Шпиль, (Півд.-Зах. Памір, Ішкашимський хр.), Півн.-Зах. стіна, 6 к.с. — чемпіон Союзу (1973);
- Аманауз Гол., Півд. стіна — чемпіон ДСТ «Авангард» (1974);
- пік Радянський Бадахшан (Півд-Зах. Памір, Шахдаринський хр.), Зах. стіна, 6 к.с. (1975);
- пік Радянської України (Зах. Памір, Мазарський хр.), Схід. стіна, 6 к.с. — 5-е місце в чемпіонаті Союзу (1977);
- пік Московської Правди, Гол. (Півд-Зах. Памір, Шахдаринський хр.), Півн.-Схід. стіна — 4-е місце в чемпіонаті Союзу (1978);
- Чапдара, Півн.-Зах. стіна, 6 к.с. (1978);
- Ак-кая — срібний призер чемпіонату Союзу;
- пік Агасис, Півн.-Схід. стіна — срібний призер чемпіонату Союзу.

Серед вихованців — Рєпко Олена Олександрівна.

## Ресурси Інтернету
- ИСТОРИЯ АЛЬПИНИЗМА В ЛИЦАХ: ЮРИЙ ИВАНОВИЧ ГРИГОРЕНКО-ПРИГОДА [Архівовано 11 червня 2022 у Wayback Machine.]
- Профессия с риском для жизни: промышленный альпинист [Архівовано 7 лютого 2019 у Wayback Machine.]